# Wielersport op de Paralympische Zomerspelen 2020
Op de XVIe Paralympische Zomerspelen, die in 2021 werden gehouden in Tokio, Japan, was de wielersport een van de 23 sporten die werden beoefend.

## Medaillespiegel
| Plaats | Land             | NPC | Goud | Zilver | Brons | Totaal |
| 1      | Groot-Brittannië | GBR | 12   | 3      | 6     | 21     |
| 2      | Duitsland        | GER | 8    | 3      | 4     | 15     |
| 3      | Nederland        | NED | 5    | 5      | 6     | 16     |
| 4      | Italië           | ITA | 5    | 2      | 5     | 12     |
| 5      | Verenigde Staten | USA | 4    | 9      | 5     | 18     |
| 6      | Australië        | AUS | 3    | 7      | 3     | 13     |
| 7      | China            | CHN | 3    | 3      | 4     | 10     |
| 8      | Polen            | POL | 2    | 3      | 0     | 5      |
| 9      | Ierland          | IRL | 2    | 2      | 1     | 5      |
| 10     | Slowakije        | SVK | 2    | 1      | 1     | 4      |

## Baanwielrennen
Op de XVIe Paralympische Zomerspelen, die in 2021 werden gehouden in Tokio, Japan, was het baanwielrennen een van de sporten die werden beoefend. Het baanwielrennen had plaats van 25 augustus tot en met 28 augustus op de Velodroom van Izu  in de Japanse stad Izu prefectuur prefectuur Shizuoka.

### Tandem (Klasse B)

#### Tijdrit, 1 km
| Mannen (details) | Mannen (details)                          | Mannen (details) | Mannen (details) |
| #                | Renners                                   | Renners          | Tijd             |
| ---------------- | ----------------------------------------- | ---------------- | ---------------- |
| Goud             | Neil Fachie Matt Rotherham piloot         | GBR              | 58.038 WR        |
| Zilver           | James Ball Lewis Stewart piloot           | GBR              | 59.503           |
| Brons            | Raphaël Beaugillet François Pervis piloot | FRA              | 1:00.472         |

| vrouwen (details) | vrouwen (details)                    | vrouwen (details) | vrouwen (details) |
| #                 | Rensters                             | Rensters          | Tijd              |
| ----------------- | ------------------------------------ | ----------------- | ----------------- |
| Goud              | Larissa Klaassen Imke Brommer pilote | NED               | 1:05.291 PR       |
| Zilver            | Aileen McGlynn Helen Scott pilote    | GBR               | 1:06.743          |
| Brons             | Griet Hoet Anneleen Monsieur pilote  | BEL               | 1:07.943          |

#### Achtervolging
| Mannen (details) | Mannen (details)                  | Mannen (details) | Mannen (details) |
| #                | Renners                           | Renners          | Tijd             |
| ---------------- | --------------------------------- | ---------------- | ---------------- |
| Goud             | Tristan Bangma Patrick Bos piloot | NED              |                  |
| Zilver           | Stephen Bate Adam Duggleby piloot | GBR              | OVL              |
| Brons            | Marcin Polak Michał Ładosz piloot | POL              | 4:07.850         |

| Vrouwen (details) | Vrouwen (details)                         | Vrouwen (details) | Vrouwen (details) |
| #                 | Rensters                                  | Rensters          | Tijd              |
| ----------------- | ----------------------------------------- | ----------------- | ----------------- |
| Goud              | Lora Fachie Corrine Hall pilote           | GBR               | 3:19.560          |
| Zilver            | Katie-George Dunlevy Eve McCrystal pilote | IRL               | 3:21.505          |
| Brons             | Sophie Unwin Jenny Holl pilote            | GBR               | 3:23.446          |

## Tweewielers

### Team sprint
| Gemengd (details) | Gemengd (details) | Gemengd (details)                                            | Gemengd (details) |
| #                 | Renners           | Renners                                                      | Tijd              |
| ----------------- | ----------------- | ------------------------------------------------------------ | ----------------- |
| Goud              | GBR               | Kadeena Cox Jaco van Gass Jody Cundy                         | 47.579 WR         |
| Zilver            | CHN               | Li Zhangyu Wu Guoqing Lai Shanzhang                          | 47.685            |
| Brons             | ESP               | Ricardo Ten Argilés Pablo Jaramillo Gallardo Alfonso Cabello | 49.209            |

### Tijdrit, 500 m
| Vrouwen            | Vrouwen   | Vrouwen | Vrouwen     | Vrouwen | Vrouwen        | Vrouwen | Vrouwen        |
| Klasse             | Tijd      | Goud    | Goud        | Zilver  | Zilver         | Brons   | Brons          |
| ------------------ | --------- | ------- | ----------- | ------- | -------------- | ------- | -------------- |
| C1-C2-C3 (details) | 38.487 WR | AUS     | Amanda Reid | NED     | Alyda Norbruis | CHN     | Qian Wangwei   |
| C4-C5 (details)    | 34.812 WR | GBR     | Kadeena Cox | CAN     | Kate O'Brien   | NED     | Caroline Groot |

### Tijdrit, 1 km
| Mannen           | Mannen      | Mannen | Mannen          | Mannen | Mannen           | Mannen | Mannen        |
| Klasse           | Tijd        | Goud   | Goud            | Zilver | Zilver           | Brons  | Brons         |
| ---------------- | ----------- | ------ | --------------- | ------ | ---------------- | ------ | ------------- |
| C1-2-3 (details) | 1:08.347 WR | CHN    | Li Zhangyu      | FRA    | Alexandre Léauté | GBR    | Jaco van Gass |
| C4-5 (details)   | 1:01.557 PR | ESP    | Alfonso Cabello | GBR    | Jody Cundy       | SLO    | Jozef Metelka |

### Achtervolging
| Mannen       | Mannen      | Mannen | Mannen           | Mannen | Mannen             | Mannen | Mannen              |
| Klasse       | Tijd        | Goud   | Goud             | Zilver | Zilver             | Brons  | Brons               |
| ------------ | ----------- | ------ | ---------------- | ------ | ------------------ | ------ | ------------------- |
| C1 (details) | 3:35.954 WR | RPC    | Mikhail Astashov | CAN    | Tristen Chernove   | CHN    | Li Zhangyu          |
| C2 (details) | 3:31.478 WR | FRA    | Alexandre Léauté | AUS    | Darren Hicks       | CHN    | Liang Guihua        |
| C3 (details) | 3:20.987    | GBR    | Jaco van Gass    | GBR    | Finlay Graham      | AUS    | David Nicholas      |
| C4 (details) | 4:22.772 WR | SLO    | Jozef Metelka    | ROM    | Carol-Eduard Novak | COL    | Diego German Duenas |
| C5 (details) | 4:20.757    | FRA    | Dorian Foulon    | AUS    | Alistair Donohoe   | UKR    | Yehor Dementiev     |

| Vrouwen            | Vrouwen     | Vrouwen | Vrouwen         | Vrouwen | Vrouwen             | Vrouwen | Vrouwen          |
| Klasse             | Tijd        | Goud    | Goud            | Zilver  | Zilver              | Brons   | Brons            |
| ------------------ | ----------- | ------- | --------------- | ------- | ------------------- | ------- | ---------------- |
| C1-C2-C3 (details) | 3:50.815 WR | AUS     | Paige Greco     | CHN     | Wang Xiaomei        | GER     | Denise Schindler |
| C4 (details)       | 3:38.061 WR | AUS     | Emily Petricola | USA     | Shawn Morelli       | CAN     | Keely Shaw       |
| C5 (details)       | 3:27.057 WR | GBR     | Sarah Storey    | GBR     | Crystal Lane-Wright | FRA     | Marie Patouillet |

## Wegwielrennen
Op de XVIe Paralympische Zomerspelen, die in 2021 werden gehouden in Tokio, Japan, was het Wegwielrennen een van de sporten die werden beoefend. Het wegwielrennen had plaats van 31 augustus tot en met 3 september op de Fuji Speedway een racecircuit in de Japanse prefectuur Shizuoka.

### Tandem (Klasse B)

#### Wegwedstrijd
| Mannen (details) | Mannen (details)                             | Mannen (details) | Mannen (details) |
| #                | Renners                                      | Renners          | Tijd             |
| ---------------- | -------------------------------------------- | ---------------- | ---------------- |
| Goud             | Vincent ter Schure Timo Fransen piloot       | NED              | 2:59:13          |
| Zilver           | Tristan Bangma Patrick Bos piloot            | NED              | 3:05:01          |
| Brons            | Alexandre Lloveras Corentin Ermenault piloot | FRA              | 3:06:14          |

| Vrouwen (details) | Vrouwen (details)                         | Vrouwen (details) | Vrouwen (details) |
| #                 | Rensters                                  | Rensters          | Tijd              |
| ----------------- | ----------------------------------------- | ----------------- | ----------------- |
| Goud              | Katie-George Dunlevy Eve McCrystal pilote | IRL               | 2:35:53           |
| Zilver            | Sophie Unwin Jenny Holl pilote            | GBR               | 2:36:00           |
| Brons             | Louise Jannering Anna Svärdström pilote   | SWE               | 2:36:00           |

#### Tijdrit
| Mannen (details) | Mannen (details)                                  | Mannen (details) | Mannen (details) |
| #                | Renners                                           | Renners          | Tijd             |
| ---------------- | ------------------------------------------------- | ---------------- | ---------------- |
| Goud             | Alexandre Lloveras Corentin Ermenault piloot      | FRA              | 41:54.02         |
| Zilver           | Vincent ter Schure Timo Fransen piloot            | NED              | 42:00.77         |
| Brons            | Christian Venge Balboa Noel Martín Infante piloot | ESP              | 42:52.12         |

| Vrouwen (details) | Vrouwen (details)                         | Vrouwen (details) | Vrouwen (details) |
| #                 | Rensters                                  | Rensters          | Tijd              |
| ----------------- | ----------------------------------------- | ----------------- | ----------------- |
| Goud              | Katie-George Dunlevy Eve McCrystal pilote | IRL               | 47:32.07          |
| Zilver            | Lora Fachie Corrine Hall pilote           | GBR               | 48:32.06          |
| Brons             | Louise Jannering Anna Svärdström pilote   | SWE               | 49:36.06          |

### Driewielers (Klasse T1-2)

#### Wegwedstrijd
| Mannen (details) | Mannen (details)             | Mannen (details) | Mannen (details) |
| #                | Renner                       | Renner           | Tijd             |
| ---------------- | ---------------------------- | ---------------- | ---------------- |
| Goud             | Chen Jianxin                 | CHN              | 51:07            |
| Zilver           | Tim Celen                    | BEL              | 52:15            |
| Brons            | Juan José Betancourt Quiroga | COL              | 52:41            |

| Vrouwen (details) | Vrouwen (details)     | Vrouwen (details) | Vrouwen (details) |
| #                 | Renster               | Renster           | Tijd              |
| ----------------- | --------------------- | ----------------- | ----------------- |
| Goud              | Jana Majunke          | GER               | 1:00:58           |
| Zilver            | Angelika Dreock-Käser | GER               | 1:03:40           |
| Brons             | Jill Walsh            | USA               | 1:05:48           |

#### Tijdrit
| Mannen (details) | Mannen (details) | Mannen (details) | Mannen (details) |
| #                | Renner           | Renner           | Tijd             |
| ---------------- | ---------------- | ---------------- | ---------------- |
| Goud             | Chen Jianxin     | CHN              | 25:00.32         |
| Zilver           | Giorgio Farroni  | ITA              | 27:49.78         |
| Brons            | Tim Celen        | BEL              | 30:44.21         |

| Vrouwen (details) | Vrouwen (details)     | Vrouwen (details) | Vrouwen (details) |
| #                 | Renster               | Renster           | Tijd              |
| ----------------- | --------------------- | ----------------- | ----------------- |
| Goud              | Jana Majunke          | GER               | 36:06.17          |
| Zilver            | Carol Cooke           | AUS               | 36:38.46          |
| Brons             | Angelika Dreock-Käser | GER               | 36:53.88          |

### Tweewielers

#### Wegwedstrijd
| Mannen         | Mannen  | Mannen | Mannen          | Mannen | Mannen          | Mannen | Mannen           |
| Klasse         | Tijd    | Goud   | Goud            | Zilver | Zilver          | Brons  | Brons            |
| -------------- | ------- | ------ | --------------- | ------ | --------------- | ------ | ---------------- |
| C1-3 (details) | 2:04:23 | GBR    | Benjamin Watson | GBR    | Finlay Graham   | FRA    | Alexandre Léauté |
| C4-5 (details) | 2:14:49 | FRA    | Kévin Le Cunff  | UKR    | Yegor Dementyev | NED    | Daniel Abraham   |

| Vrouwen         | Vrouwen | Vrouwen | Vrouwen       | Vrouwen | Vrouwen             | Vrouwen | Vrouwen          |
| Klasse          | Tijd    | Goud    | Goud          | Zilver  | Zilver              | Brons   | Brons            |
| --------------- | ------- | ------- | ------------- | ------- | ------------------- | ------- | ---------------- |
| C 1-3 (details) | 1:12:55 | JPN     | Keiko Sugiura | SWE     | Anna Beck           | AUS     | Paige Greco      |
| C 4-5 (details) | 2:21:51 | GBR     | Sarah Storey  | GBR     | Crystal Lane-Wright | FRA     | Marie Patouillet |

#### Tijdrit
| Mannen       | Mannen   | Mannen | Mannen           | Mannen | Mannen          | Mannen | Mannen             |
| Klasse       | Tijd     | Goud   | Goud             | Zilver | Zilver          | Brons  | Brons              |
| ------------ | -------- | ------ | ---------------- | ------ | --------------- | ------ | ------------------ |
| C1 (details) | 24:53.37 | RPC    | Mikhail Astashov | USA    | Aaron Keith     | GER    | Michael Teuber     |
| C2 (details) | 34:39.78 | AUS    | Darren Hicks     | BEL    | Ewoud Vromant   | FRA    | Alexandre Léauté   |
| C3 (details) | 35:00.82 | GBR    | Benjamin Watson  | GER    | Steffen Warias  | GER    | Matthias Schindler |
| C4 (details) | 45:47.10 | SLO    | Patrik Kuril     | SLO    | Jozef Metelka   | GBR    | George Peasgood    |
| C5 (details) | 42:46.45 | NED    | Daniel Abraham   | UKR    | Yegor Dementyev | AUS    | Alistair Donohoe   |

| Vrouwen         | Vrouwen  | Vrouwen | Vrouwen       | Vrouwen | Vrouwen             | Vrouwen | Vrouwen              |
| Klasse          | Tijd     | Goud    | Goud          | Zilver  | Zilver              | Brons   | Brons                |
| --------------- | -------- | ------- | ------------- | ------- | ------------------- | ------- | -------------------- |
| C 1-3 (details) | 25:55.76 | JPN     | Keiko Sugiura | SWE     | Anna Beck           | AUS     | Paige Greco          |
| C 4 (details)   | 39:33.79 | USA     | Shawn Morelli | AUS     | Emily Petricola     | AUS     | Meg Lemon            |
| C 5 (details)   | 36:08.90 | GBR     | Sarah Storey  | GBR     | Crystal Lane-Wright | GER     | Kerstin Brachtendorf |

### Handbikers

#### Ploegen estafette
| Gemengd (details) | Gemengd (details) | Gemengd (details)                             | Gemengd (details) |
| #                 | Renners           | Renners                                       | Tijd              |
| ----------------- | ----------------- | --------------------------------------------- | ----------------- |
| Goud              | ITA               | Paolo Cecchetto Luca Mazzone Diego Colombari  | 52:32             |
| Zilver            | FRA               | Riadh Tarsim Florian Jouanny Loïc Vergnaud    | 53:03             |
| Brons             | USA               | Ryan Pinney Alicia Dana Alfredo de los Santos | 53:11             |

#### Wegwedstriid
| Mannen          | Mannen  | Mannen | Mannen           | Mannen | Mannen           | Mannen | Mannen               |
| Klasse          | Tijd    | Goud   | Goud             | Zilver | Zilver           | Brons  | Brons                |
| --------------- | ------- | ------ | ---------------- | ------ | ---------------- | ------ | -------------------- |
| H 1-2 (details) | 1:49:36 | FRA    | Florian Jouanny  | ITA    | Luca Mazzone     | ESP    | Sergio Garrote Munoz |
| H 3 (details)   | 2:34:35 | RPC    | Ruslan Kuznetsov | SUI    | Heinz Frei       | AUT    | Walter Ablinger      |
| H 4 (details)   | 2:15:13 | NED    | Jetze Plat       | AUT    | Thomas Frühwirth | AUT    | Alexander Gritsch    |
| H 5 (details)   | 2:24:30 | NED    | Mitch Valize     | FRA    | Loïc Vergnaud    | NED    | Tim de Vries         |

| Vrouwen         | Vrouwen | Vrouwen | Vrouwen         | Vrouwen | Vrouwen      | Vrouwen | Vrouwen      |
| Klasse          | Tijd    | Goud    | Goud            | Zilver  | Zilver       | Brons   | Brons        |
| --------------- | ------- | ------- | --------------- | ------- | ------------ | ------- | ------------ |
| H 1-4 (details) | 56:15   | NED     | Jennette Jansen | GER     | Annika Zeyen | USA     | Annika Zeyen |
| H 5 (details)   | 2:23:39 | USA     | Oksana Masters  | CHN     | Sun Bianbian | ITA     | Katia Aere   |

#### Tijdrit
| Mannen        | Mannen   | Mannen | Mannen               | Mannen | Mannen               | Mannen | Mannen                      |
| Klasse        | Tijd     | Goud   | Goud                 | Zilver | Zilver               | Brons  | Brons                       |
| ------------- | -------- | ------ | -------------------- | ------ | -------------------- | ------ | --------------------------- |
| H 1 (details) | 43:49.41 | RSA    | Pieter du Preez      | ITA    | Fabrizio Cornegliani | BEL    | Maxime Hordies              |
| H 2 (details) | 31:23.53 | ESP    | Sergio Garrote Muñoz | ITA    | Luca Mazzone         | FRA    | Florian Jouanny             |
| H 3 (details) | 43:39.17 | AUT    | Walter Ablinger      | GER    | Vico Merklein        | ESP    | Luis Miguel García-Marquina |
| H 4 (details) | 37:28.92 | NED    | Jetze Plat           | AUT    | Thomas Fruehwirth    | AUT    | Alexander Gritsch           |
| H 5 (details) | 38:12.94 | NED    | Mitch Valize         | FRA    | Loïc Vergnaud        | IRL    | Gary O'Reilly               |

| Vrouwen         | Vrouwen  | Vrouwen | Vrouwen        | Vrouwen | Vrouwen              | Vrouwen | Vrouwen         |
| Klasse          | Tijd     | Goud    | Goud           | Zilver  | Zilver               | Brons   | Brons           |
| --------------- | -------- | ------- | -------------- | ------- | -------------------- | ------- | --------------- |
| H 1-3 (details) | 32:46.97 | GER     | Annika Zeyen   | ITA     | Francesca Porcellato | POL     | Renata Kałuża   |
| H 4-5 (details) | 45:40.05 | USA     | Oksana Masters | CHN     | Sun Bianbian         | NED     | Jennette Jansen |